# Kanako Itoová
Kanako Itoová (japonsky 伊藤 香菜子, * 20. července 1983 Tokio) je japonská fotbalistka.

## Reprezentační kariéra
Za japonskou reprezentaci v letech 2001 až 2012 odehrála 13 reprezentačních utkání. Byla členkou japonské reprezentace i na Mistrovství Asie ve fotbale žen 2001.

## Statistiky
| Japonsko | Japonsko | Japonsko |
| Roky     | Záp.     | Góly     |
| -------- | -------- | -------- |
| 2001     | 6        | 2        |
| 2002     | 3        | 0        |
| 2003     | 0        | 0        |
| 2004     | 0        | 0        |
| 2005     | 0        | 0        |
| 2006     | 0        | 0        |
| 2007     | 1        | 1        |
| 2008     | 0        | 0        |
| 2009     | 0        | 0        |
| 2010     | 0        | 0        |
| 2011     | 0        | 0        |
| 2012     | 3        | 0        |
| Celkem   | 13       | 3        |

## Úspěchy

### Reprezentační
- Mistrovství Asie:  2001